# L'Evêque
Der L’Evêque ist ein 3716 m ü. M. hoher Berg der Penninischen Alpen im Kanton Wallis in der Schweiz.
Der Berg befindet sich im Westen des Matterhorns und südlich von Arolla ganz im Süden des Val d’Hérens nahe der Grenze zu Italien. Er hat zwei Gipfel: der Hauptgipfel mit 3716 m und eine kleinere Doppelspitze nordöstlich mit 3672 m und 3637 m.
Ein Grat verbindet den L’Evêque nach Nordosten mit der Doppelspitze des Mitre de l’Evêque (3653 m) und dem Mont Collon (3637 m). Westlich des Berges liegt der Petit Mont Collon (3556 m), im Süden davon die Pointes d’Oren (3520 m).
Der L’Evêque erhebt sich aus einem Eismeer. Die Nordflanke ist mit Ausnahme des Gipfelaufbaus vergletschert – ein Arm des Glacier du Mont Collon. Im Westen, Süden und Osten fällt der Berg steil in Felswänden ab. Am Übergang des Südwestgrats zum Gletscher, vom Gipfel horizontal 356 Meter und nach unten 324 Meter entfernt, verläuft die schweizerisch-italienische Grenze.
Zwischen den Pointes d’Oren im Südwesten und dem L’Evêque befindet sich auf der Grenze der vergletscherte Col de l’Evêque (3379 m). Südöstlich vom L’Evêque liegt das vergletscherte Joch des Col de Collon (3130 m), ein Pass von Arolla nach Valpelline.
Der L’Evêque kann von der Cabane des Vignettes aus über die vergletscherte Nordflanke bestiegen werden. Erstmals wurde der Gipfel am 5. August 1867 von Armin Baltzer und Carl Schröder erklommen.